# Conde de Iorque
Na Inglaterra anglo-saxônica, o conde de Iorque ou ealdorman de Iorque era o governante da metade sul da Nortúmbria. Os títulos ealdorman e earl vêm do inglês antigo. O ealdormanry (condado) parece ter sido criado em 966, após um período em que a região estava sob controle de Oswulf, já alto-reeve de Bamburgo, no norte da Nortúmbria, por volta de 954, quando o domínio nórdico em Iorque chegou ao fim.
Após a conquista normanda da Inglaterra em 1066, o Condado de Iorque foi recriado em duas ocasiões. Em 1385, o título de Duque de Iorque foi concedido a Edmundo de Langley e continua em uso como um ducado real, frequentemente dado ao segundo filho do monarca: por exemplo, o Príncipe André, Duque de Iorque, nascido em 1960.

## Ealdorman
- Oslac (966–975) [1]
- Thored (974x979 – c. 994) [1]
- Ælfhelm (c. 994–1006) [1]
- Uhtred (1006–1016),[1] governou toda a Nortúmbria
- Érico (1016–1023) [1]
- Siward (1023x1033–1055),[1] governou toda a Nortúmbria após 1041

## Condes posteriores
- William le Gros, já tendo sido encarregado da defesa da cidade de Iorque, foi criado conde pelo Rei Stephen em 1138. Ele era o administrador do rei em todo Yorkshire. Em 1155, ele foi forçado a renunciar ao condado para o rei Henrique II .[2]
- Otto de Brunswick foi nomeado conde de Iorque pelo rei Ricardo I em 1190. Otto teve dificuldade em provar a autenticidade desta concessão aos seus vassalos em Yorkshire.[3] Ele provavelmente visitou Yorkshire apenas uma vez em 1191,[4] embora tenha continuado a reivindicar as receitas do condado após ser eleito Rei da Germânia em 1198.[5]